# Gabriela Cé
Gabriela Vianna Cé (Porto Alegre, 3 de marzo de 1993) es una jugadora de tenis brasileña.
Cé ha ganado ocho singles y siete títulos de dobles en el ITF gira en su carrera. El 3 de noviembre de 2014, alcanzó su mejor ranking en singles 225 del mundo. El 18 de abril de 2016, alcanzó el puesto número 109 del mundo en el ranking de dobles.
Juega por Brasil en la Copa Federación, Cé tiene un récord de ganados y perdidos de 3-2.

## Títulos WTA

### Dobles (0)
| Leyenda                    |
| -------------------------- |
| Grand Slam (0)             |
| Juegos Olímpicos (0)       |
| WTA Tour Championships (0) |
| Premier Mandatory (0)      |
| Premier 5 (0)              |
| Premier (0)                |
| International (0)          |

#### Finalista (1)
| N.º | Fecha               | Torneos | Superficie    | Pareja       | Oponentes                       | Resultado        |
| --- | ------------------- | ------- | ------------- | ------------ | ------------------------------- | ---------------- |
| 1.  | 16 de abril de 2016 | Bogotá  | Tierra batida | Andrea Gámiz | Lara Arruabarrena Tatjana María | 2-6, 6-4, [8-10] |

## Títulos WTA 125s

### Dobles (1)
| N.º | Fecha                   | Torneos          | Superficie | Pareja               | Oponentes                         | Resultado        |
| --- | ----------------------- | ---------------- | ---------- | -------------------- | --------------------------------- | ---------------- |
| 1.  | 27 de noviembre de 2015 | Carlsbad Classic | Dura       | Verónica Cepede Royg | Oksana Kalashnikova Tatjana Maria | 1–6, 6–4, [10–8] |

## Títulos ITF

### Individual (8)
| Torneos de $100,000 |
| Torneos de $75,000  |
| Torneos de $50,000  |
| Torneos de $25,000  |
| Torneos de $15,000  |
| Torneos de $10,000  |

| N.º | Fecha                   | Torneo                        | Superficie | Oponentes                | Resultado     |
| --- | ----------------------- | ----------------------------- | ---------- | ------------------------ | ------------- |
| 1.  | 26 de marzo de 2012     | Ribeirão Preto, Brasil        | Arcilla    | Natasha Fourouclas       | 6-1, 6-0      |
| 2.  | 3 de junio de 2013      | Santos, Brasil                | Arcilla    | Ana Clara Duarte         | 7-6(2), 6-2   |
| 3.  | 4 de noviembre de 2013  | São José do Rio Preto, Brasil | Arcilla    | Carolina Alves           | 6-2, 4-6, 7-5 |
| 4.  | 11 de noviembre de 2013 | São José do Rio Preto, Brasil | Arcilla    | Nathália Rossi           | 7-6(3), 6-3   |
| 5.  | 25 de noviembre de 2013 | São Paulo, Brasil             | Arcilla    | Andrea Benítez           | 7-6(5), 7-5   |
| 6.  | 17 de marzo de 2014     | Santiago, Chile               | Arcilla    | Fernanda Brito           | 6-3, 7-5      |
| 7.  | 7 de abril de 2014      | São José do Rio Preto, Brasil | Arcilla    | Paula Cristina Gonçalves | 1–1, ret.     |
| 8.  | 21 de julio de 2014     | Campos do Jordao, Brasil      | Dura       | Eduarda Piai             | 6-3, 6-2      |

#### Finalista (6)
| N.º | Fecha                  | Torneo                      | Superficie | Oponentes         | Resultado        |
| --- | ---------------------- | --------------------------- | ---------- | ----------------- | ---------------- |
| 1.  | 7 de noviembre de 2011 | Salvador, Brasil            | Dura       | Doménica González | 6-3, 3-6, 2-6    |
| 2.  | 23 de abril de 2012    | São Paulo, Brasil           | Arcilla    | Gabriela Paz      | 4-6, 2-6         |
| 3.  | 29 de julio de 2013    | São Paulo, Brasil           | Arcilla    | Bianca Botto      | 6-7(2), 7-5, 2-6 |
| 4.  | 24 de marzo de 2014    | Ribeirão Preto, Brasil      | Arcilla    | Victoria Bosio    | 0-6, 5-7         |
| 5.  | 28 de julio de 2014    | Bad Saulgau, Alemania       | Arcilla    | Maryna Zanevska   | 0-6, 4-6         |
| 6.  | 28 de marzo de 2016    | São José dos Campos, Brasil | Arcilla    | Nadia Podoroska   | 6–7(2), 1–6      |